# Gentillesse

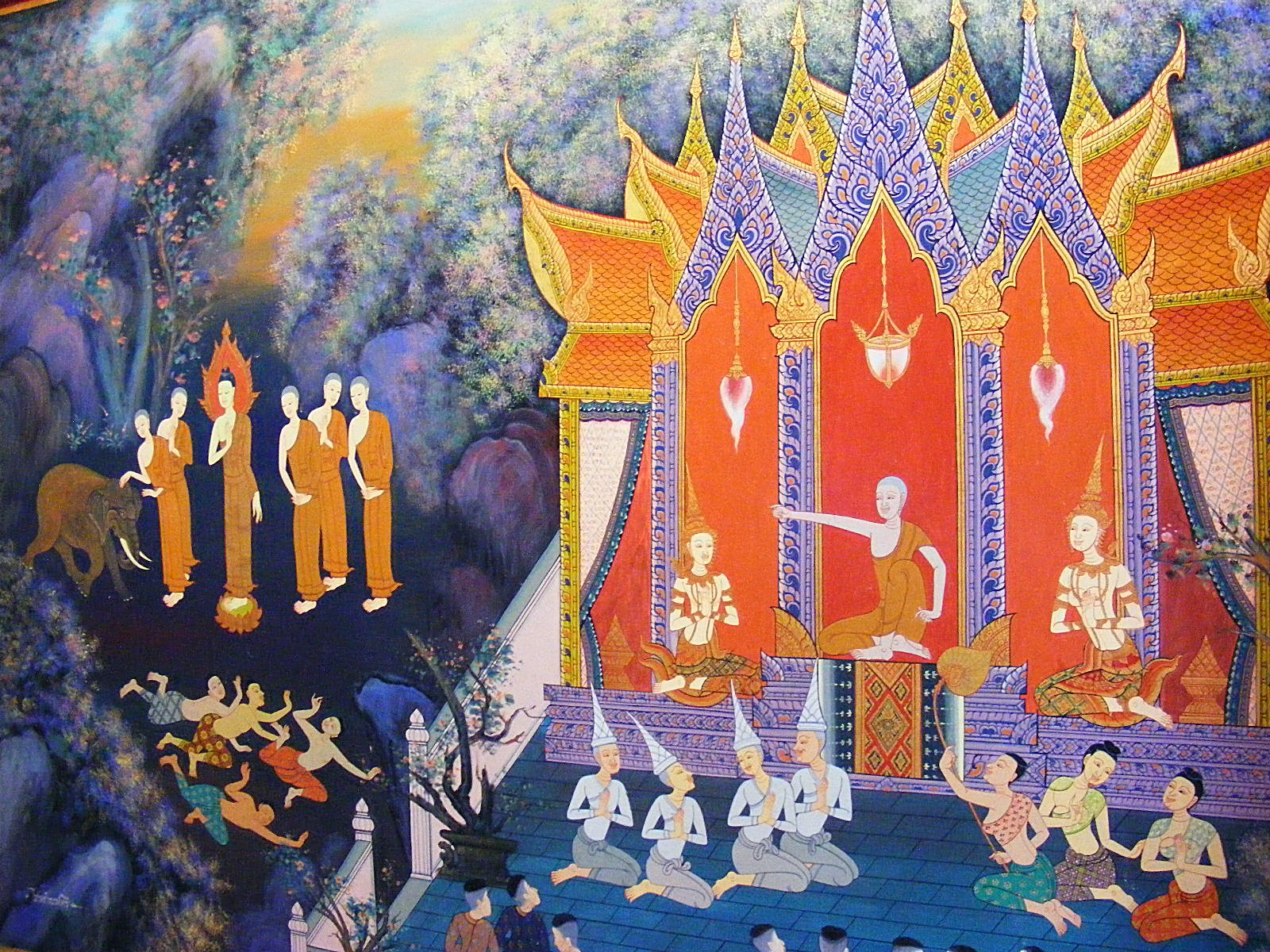
Représentation de la parabole du Bouddha et de l'éléphant Nalagiri. Devadatta, jaloux de Bouddha et voulant lui faire du mal, envoie un éléphant en colère nommé Nalagiri dans une rue où Bouddha et ses disciples se promènent. Alors que Nalagiri en colère s'approche d'eux, le Bouddha faisant le signe de l'Abhaya-mudrā, symbole de paix, de bonté et de gentillesse, calme Nalagiri. La parabole suggère que la gentillesse touche tout le monde. Les Bouddhistes appellent une telle gentillesse à l'état vertueux la perfection Mettā, alors que certaines littératures indiennes se réfèrent à maitrī (मैत्री),.

La gentillesse est un état d'esprit et une disposition à agir de manière aimable, bienveillante, attentionnée et respectueuse envers autrui. Elle se traduit par un comportement altruiste destiné à prendre soin des autres, tenant en compte la sensibilité d'autrui afin de ne pas le brusquer ou l'offusquer. Elle s'oppose à la notion de méchanceté.
La gentillesse est considérée comme une vertu dans de nombreuses cultures et religions. De nombreuses systèmes de croyance et de pensée mettent l'accent sur l'importance d'être bienveillant envers autrui et de traiter les autres avec respect et compassion. De plus, de nombreux courants philosophiques soulignent que la gentillesse est une valeur fondamentale pour vivre en harmonie avec soi-même et avec les autres.